# Josef Petřík (1955)
Josef Petřík (* 3. února 1955) je bývalý český fotbalista, záložník a fotbalový trenér.

## Fotbalová kariéra
V československé lize hrál za Spartak Hradec Králové. Nastoupil ve 28 ligových utkáních. V nižších soutěžích hrál i za Slovan Liberec.

## Ligová bilance
| Ročník                                   | Zápasy | Góly | Klub                   |
| ---------------------------------------- | ------ | ---- | ---------------------- |
| Česká národní fotbalová liga 1978/79     | -      | -    | Spartak Hradec Králové |
| 1. československá fotbalová liga 1980/81 | 28     | 0    | Spartak Hradec Králové |
| Česká národní fotbalová liga 1981/82     | 14     | 0    | Slovan Liberec         |
| Česká národní fotbalová liga 1986/87     | 26     | 3    | Slovan Liberec         |
| Česká národní fotbalová liga 1987/88     | 21     | 5    | Slovan Liberec         |
| Česká národní fotbalová liga 1988/89     | 18     | 2    | Slovan Liberec         |
| 1. LIGA CELKEM                           | 28     | 0    |                        |

## Trenérská kariéra
V lize trénoval jako asistent i hlavní trenér FC Slovan Liberec.